# 12e bataillon de tirailleurs malgaches
Pour les articles homonymes, voir Bataillon de tirailleurs malgaches.
Le 12e bataillon de tirailleurs malgaches (12e BTM), constitué sous la IIIe République à partir de recrues de Madagascar et des Comores, était une unité appartenant à l'Armée coloniale française.
Il s'est illustré pendant la Première Guerre mondiale, principalement au sein de la Division marocaine en 1918, et a obtenu trois citations à l’ordre de l’armée. Il s'agit de l'unique bataillon de tirailleurs malgaches utilisé comme troupe de combat.

## Création et différentes dénominations
- 1916 : création le 29 octobre du 12e bataillon de tirailleurs malgaches[1] à partir des 12e et 13e compagnies malgaches du 73e BTS[2]
- 1916 : le 1er novembre le 12e bataillon de tirailleurs malgaches devient le 12e bataillon de tirailleurs malgaches de marche
- 1917 : le régiment est renforcé par le 41e régiment d'infanterie coloniale dissout[1].
- 1918 : en avril le 12e bataillon de tirailleurs malgaches de marche devient le 12e bataillon de marche malgache
- 1918 : en août le 12e bataillon de marche malgache devient le 1er bataillon de chasseurs malgaches
- 1918 : en septembre le 1er bataillon de chasseurs malgaches devient le 12e bataillon de chasseurs malgaches[1]
- 1919 : en septembre le bataillon devient le 1er régiment de chasseurs malgaches[1]
- 1921 : dissolution le 30 octobre[1]

## Chefs de corps
- Chef de bataillon Groine : 1er novembre 1916 - 31 mai 1918 (tué à l'ennemi le 31 mai 1918)
- Capitaine adjudant-major Rossigneux : 31 mai 1918 - 30 juin 1918
- Chef de bataillon Hippeau : 7 juillet 1918 - 17 janvier 1919
- Lieutenant-colonel Sautel : 18 janvier 1919 - 28 février 1919
- Lieutenant-colonel Le Duc : 1er mars 1919 -

## Historique des garnisons, combats et batailles

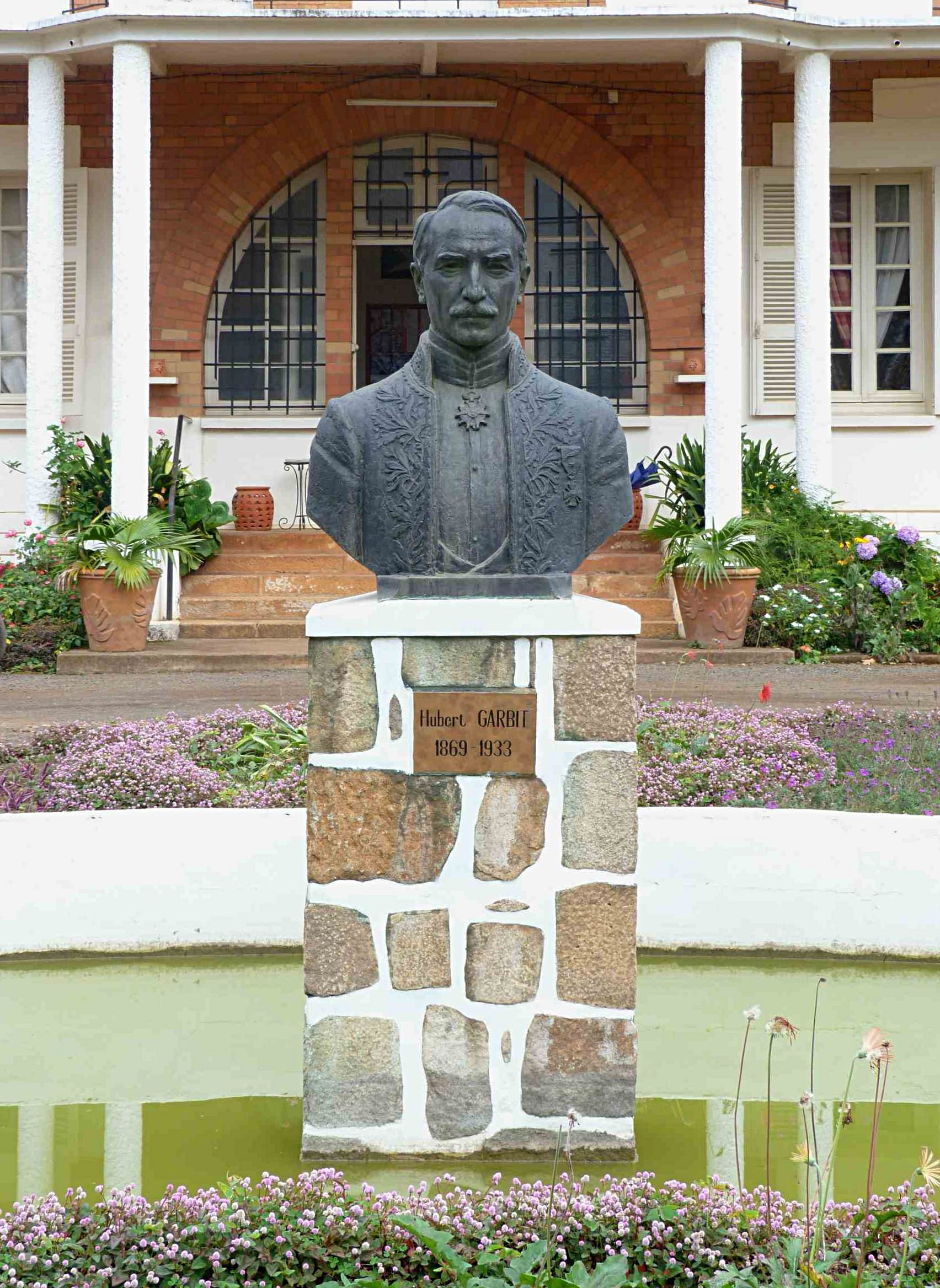
Buste de Hubert Garbit dans la Résidence Sociale d'Antsirabe

### Première Guerre mondiale
Pendant la Première Guerre mondiale, le gouverneur général de la colonie, Hubert Garbit, organise la mobilisation des Malgaches. Le premier contingent est envoyé en octobre 1915 vers la métropole, suivi de cinq autres en 1916. Les 21 bataillons de tirailleurs Malgaches comme les Indochinois, furent plutôt utilisés pour des travaux de Génie ou en usine d’armement, à l'exception de trois bataillons entraînés au combat, le 12e BTM étant le seul engagé au feu. Les bataillons malgaches furent formés entre 1916 et 1918, essentiellement dans le Var et la plupart furent dissous en 1918, environ 15 000 hommes étant mutés dans l’artillerie coloniale. 45 863 Malgaches servirent dans les rangs de l'Armée française (dont 41 355 au titre des Armes). Parmi les combattants, 10 000 furent incorporés dans des régiments d'artillerie lourde. Au total 3 101 Malgaches furent tués ou portés disparus et 1 835 blessés.

#### 1917
En avril 1917, le 12e BTM est affecté à la 3e division d'infanterie coloniale (3e DIC). Le 5 mai 1917, il combat pour la première fois au nord de Vauxaillon lors de la 2e grande phase de l’offensive Nivelle et participe à la prise de la tranchée de l'Aviatik.

#### 1918
Au cours des combats du 29 mai au 3 juin inclus 1918 pour la défense de Villeneuve-sur-Fère, le bataillon déplore de lourdes pertes: 46 tués dont le commandant Groine, 298 blessés et 220 disparus, soit un total de 564 hommes hors de combat sur un effectif de 1 159 engagés. En juillet 1918, le 12e bataillon de tirailleurs malgaches intègre la Division marocaine et participe à la prise de Dommiers. Le bataillon malgache participe ensuite à l’offensive de septembre 1918 sur la ligne Hindenburg. Le 2 septembre il progresse au nord de Soissons et s'empare des villages de Terny-Sorny. Le 14, il progresse en direction d’Allemant.

### Après guerre
Le bataillon part pour l'armée du Rhin, chargée de l'occupation de la Rhénanie. Il est renforcé de recrues venus de Madagascar et devient le 1er régiment de chasseurs malgaches.

### Postérité
Lorsqu'en 1923, le 41e régiment de tirailleurs coloniaux est créé à partir de contingents malgaches, il reprend les traditions du 12e BTM tandis que le numéro 41 fait référence au 41e RIC qui a renforcé le 12e BTM. Ce régiment devient ensuite le 41e régiment de mitrailleurs d'infanterie coloniale, dont les traditions sont reprises de 1992 à 2008 par le 41e bataillon d'infanterie de marine.

## Traditions

### Inscriptions sur son drapeau

Représentation des inscriptions sur le drapeau du, héritier du.

Le drapeau du régiment, repris par le 41e régiment de mitrailleurs d'infanterie coloniale, porte les inscriptions L'Aisne 1918 et Vauxaillon 1918.

### Décorations
- Croix de guerre 1914-1918 avec trois palmes[1] et deux étoiles d'argent.
- Fourragère aux couleurs du ruban de la croix de guerre 1914-1918[1]

Le 12e BTM est le seul bataillon de tirailleurs malgaches à avoir droit au port de la fourragère qui récompense les unités citées aux moins deux fois à l'ordre de l'armée.

### Citations militaires
Au cours de la Première Guerre mondiale, le 12e bataillon de tirailleurs malgaches a obtenu trois citations à l’ordre de l’armée et deux citations à l'ordre de la division (3e DIC, pour la prise de la tranchée de l'Aviatik le 5 mai 1917 et 129e DI, pour l'affaire du bois de Mortier le 21 septembre 1917). Les citations à l'ordre de l'armée sont les suivantes :
«  Unité tactique de premier ordre sous les ordres du commandant GROINE, tombé glorieusement le 31 mai [1918], puis du capitaine adjudant-major ROSSIGNEUX, n'a cessé de combattre en première ligne, pendant les opérations du 27 mai au 4 juin, disputant le terrain avec une indomptable ténacité et sans souci des pertes subies, à un adversaire, très supérieur en nombre. A largement contribué, par son esprit de sacrifice et ses brillantes qualités guerrières, à rétablir une situation difficile et à reconstituer le front, contre lequel les efforts de l'ennemi sont finalement venus échouer. »
— 1re citation à l'ordre de l'Armée attribuée au 12e bataillon de tirailleurs malgaches pour la défense de Villeneuve-sur-Fère le 29 mai 1918, Ordre Général N° 612 du 25 juillet 1918, de la VIe Armée
«  Le 18 juillet 1918, sous l'énergique impulsion de son chef, le commandant HIPPEAU, s'est élancé à l'assaut d'un village fortement organisé et tenu par l'ennemi et l'a enlevé dans un élan superbe. Entreprenant aussitôt une nouvelle action dans une direction différente, a occupé et nettoyé rapidement un, bois rempli de mitrailleuses. A ainsi réalisé une avance de 3 kilomètres, sur un front de 1 800 mètres, faisant plusieurs centaines de prisonniers, capturant des canons et de nombreuses mitrailleuses. »
— 2e citation à l'ordre de l'Armée attribuée au 12e bataillon de tirailleurs malgaches pour la prise de Dommiers le 18 juillet 1918, Ordre général N° 343 du 3 octobre 1918, de la Xe Armée
«  Bataillon magnifique qui, sous l'énergique commandement du chef de bataillon HIPPEAU, s'est signalé au cours des opérations du 28 août au 15 septembre 1918, par son mordant, sa vigueur, sa ténacité et le bel esprit de sacrifice qui l'anime. Le 2 septembre, malgré les feux nourris de mitrailleuses qui le prennent de flanc et de front, il emporte de haute lutte les organisations du village de Terny-Sorny, y fait près de 200 prisonniers et; s'y maintient, malgré de violentes contre-attaques. Le 14 septembre, poursuivant un effort qui ne s'était jamais démenti durant douze jours, il s'élance à l'attaque des positions ennemies solidement tenues ; dans un élan irrésistible, il submerge tout un système de tranchées fortement organisées et défendues par les troupes ennemies, fait plus de 200 prisonniers et capture un énorme matériel. »
— 3e citation à l'ordre de l'Armée attribuée au 12e bataillon de tirailleurs malgaches pour la prise de Terny et Sorny le 2 septembre 1918, Ordre Général N° 347 du 10 novembre 1918, de la Xe Armée, la deuxième partie de la citation fait référence à la percée de la ligne Hindenburg dans la région d'Allemant

## Personnalités ayant servi au régiment
- César Méléra (1884-1918), sous-lieutenant au régiment tué à Champenoux le 25 octobre 1918. Son nom est inscrit au Panthéon parmi les 560 écrivains morts au combat pendant la Première Guerre mondiale.